# Jean Destrem (1842-1929)
Pour les articles homonymes, voir Destrem.
Jean Destrem ou Jean-Marie Destrem, est un journaliste, écrivain et conservateur de musée, né le 3 février 1842 à Poitiers et mort le 3 avril 1929 à Paris.

## Biographie

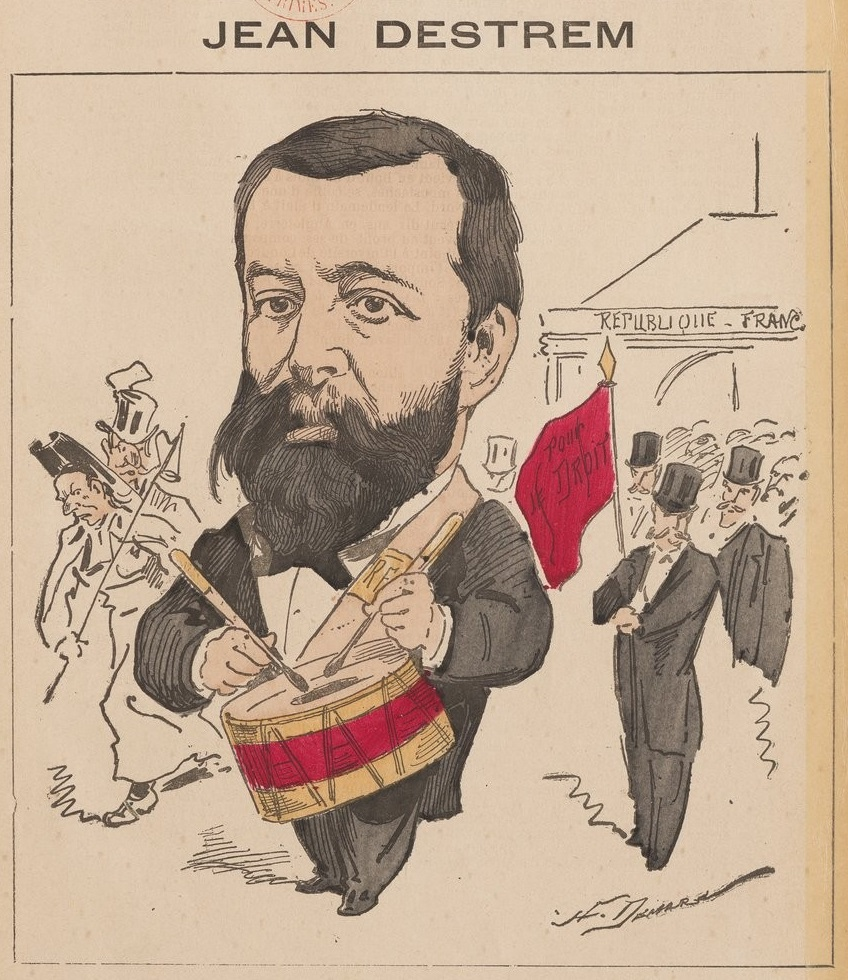
Caricature de Jean Destrem dans le n°206 de la revue Les Hommes d'Aujourd'hui.

Il est le petit-fils de l'homme politique Hugues Destrem, originaire de l'Aude.
En 1869, il collabore au journal la Marseillaise et durant la Commune de Paris au Mot d’Ordre, où il se lie d’amitié avec Henri Rochefort. En 1874, à la suite d’une détention ayant entraîné une mise sous tutelle, Jean-Marie Destrem devient le tuteur légal de ce dernier,.
Jean-Marie Destrem se marie avec Françesca Virginie Antonia Stévenne le 10 juillet 1890. Le couple a deux enfants : Jeanne Renée Destrem et Hugues Jean Gracchus Destrem.
De 1901 à 1929, il est conservateur du musée de la Marine. Il y mène un important travail d’inventaire et de classement des collections, de la bibliothèque et de la documentation. Ce travail permet la publication, en 1909, d’un catalogue raisonné du musée.

## Publications
- Catalogue raisonné du Musée de la Marine, Paris, Imprimerie française, 1909[5].